# کیم یونگ-بای
کیم یونگ-بای (انگلیسی: Kim Young-bai؛ زادهٔ ۱۰ ژانویهٔ ۱۹۴۱) بازیکن فوتبال اهل کره جنوبی بود.